# Вілька Білинська
Вілька Білинська (пол. Wólka Bielińska) — село в Польщі, у гміні Улянув Ніжанського повіту Підкарпатського воєводства.
Населення — 221 особа (2011).

## Розташування
Село лежить на правому березі річки Сяну. Вілька Білинська знаходиться за 7 км на південь від адміністративного центру гміни Улянова, за 15 км на південний схід від повітового центру Нисько і за 55 км на північний схід від воєводського центру Ряшева.

## Історія
Після анексії поляками Галичини західне Надсяння півтисячоліття піддавалось інтенсивній латинізації та полонізації.
У 1831 р. Вілька Білинська зазначається в переліку сіл, які належали до греко-католицької парафії Дубрівка Каньчузького деканату Перемишльської єпархії. На той час унаслідок насильної асиміляції українці західного Надсяння опинилися в меншості. Востаннє греко-католики в селі згадуються в 1868 р., у наступному шематизмі (1873 р.) Вілька Білинська відсутня в переліку сіл парафії.
Відповідно до «Географічного словника Королівства Польського» в 1893 р. Вілька Білинська знаходилась у Нисківському повіті Королівства Галичини та Володимирії Австро-Угорщини, у селі були 41 будинок і 199 мешканців.
У міжвоєнний період село входило до ґміни Улянув II Нисківського повіту Львівського воєводства Польщі.
У 1975—1998 роках село належало до Тарнобжезького воєводства.

## Демографія
Демографічна структура станом на 31 березня 2011 року:
|          | Загалом | Допрацездатний вік | Працездатний вік | Постпрацездатний вік |
| -------- | ------- | ------------------ | ---------------- | -------------------- |
| Чоловіки | 112     | 26                 | 70               | 16                   |
| Жінки    | 109     | 19                 | 67               | 23                   |
| Разом    | 221     | 45                 | 137              | 39                   |